# Erweitertes Polizeigefängnis Radogoszcz
Das Erweiterte Polizeigefängnis Radogoszcz in Łódź war ein von der deutschen Wehrmacht besetztes ehemaliges Fabrikgelände, welches Ende 1939 in ein Gefängnis umgewandelt wurde. Zunächst unter der Bezeichnung Konzentrationslager Radogosch diente das spätere Gefängnis den Nationalsozialisten als Arbeits- und Gefangenenlager für Lodzer Intellektuelle und polnische Bürger jüdischer oder auch deutscher Herkunft. Insgesamt waren ca. 40.000 Menschen inhaftiert. Die Anzahl der Todesopfer ist unklar. Das Polizeigefängnis betrieb ein Außenlager im Stadtteil Widzew. Seit 1961 ist es als Mausoleum und Gedenkstätte umgestaltet.